# Justinus I

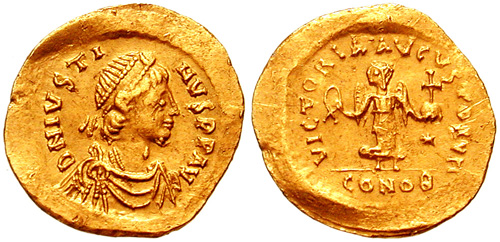
Mynt med bild av Justinus I

Justinus I, född cirka 450, död 1 augusti 527, var bysantinsk kejsare från 518 till sin död. 
Justinus växte upp under enkla förhållanden, hans far var bonde, i den illyriska provinsen Dardania. Justinus tog i tidig ålder värvning i Konstantinopel och hamnade där i kejsarens livvakt. Efter ha blivit livvaktens överbefälhvare under kejsar Anastasios I utropades han själv till kejsare år 518, då Anstasios I avlidit. Justinus orienterade det bysantinska riket åt väst och staden Rom, detta troligen på inrådan av systersonen Justinianus I, som hade ett starkt inflytande på hans styre och utsågs till medkejsare. Justinianus I behöll makten själv, efter att hans morbror Justinus I dött. Gift med Eufemia.